# 卡拉·兰
卡拉·埃莉斯·兰（Kara Elise Lang，1986年10月22日—），生于卡尔加里，加拿大女子足球运动员，司职前锋。她曾参加2003年和2007年世界杯女子足球赛。

## 個人生活
卡拉·兰的丈夫是大聯盟投手瑞奇·羅梅洛。